# Barry Sloane
Barry Paul Sloane (Liverpool, 10 febbraio 1981) è un attore britannico.
È principalmente noto per aver doppiato e interpretato il personaggio John Price nella serie videoludica di Call of Duty.

## Biografia
Recita in numerose serie televisive come Brookside nel 2002 con il ruolo di Sean Smith. Nel 2008 interpreta il ruolo di Niall Rafferty in Hollyoaks Later. Nel 2004, nel 2010 e nel 2011 fa parte del cast di Holby City dove interpreta il ruolo di Kieran Callaghan.
Dal 2012 fa parte del cast di Revenge dove viene scelto per il ruolo di Aiden Mathis.
Nel 2019 e nel 2022 interpreta il capitano John Price nei videogiochi Call of Duty: Modern Warfare e Call of Duty: Modern Warfare II.

## Filmografia

### Attore

#### Cinema
- The Mark of Cain - regia di Marc Munden (2007)
- Sola nel buio (Penthouse North), regia di Joseph Ruben (2013)
- Noah, regia di Darren Aronofsky (2014)

#### Televisione
- La vera storia di John Lennon - Film TV (2000)
- Brookside - Serie TV (2002-2003)
- Pleasureland - Film TV (2003)
- I'm a Juvenile Delinquent, Jail Me - Film TV (2004)
- The Courtroom - Serie TV  (2004)
- Holby City - Serie TV (2004)
- Hollyoaks Later - Serie TV  (2008)
- Hollyoaks - Serie TV (2007-2009)
- Casuality - Serie TV (2010)
- Metropolitan Police - Serie TV (2010)
- Doctors - Serie TV (2010)
- DCI Banks - Serie TV (2010)
- Holby City - Serie TV (2010-2011)
- Gotham - Film TV (2012)
- Father Brown - Serie TV (2013)
- Revenge - serie TV, 45 episodi (2012-2015)
- The Whispers - serie TV, 13 episodi (2015)
- Longmire - serie TV, 5 episodi (2015)
- Shameless - serie TV, 2 episodi (2016)
- Six – serie TV, 18 episodi (2017-2018)
- Litvinenko - Indagine sulla morte di un dissidente (Litvinenko) – miniserie TV, 4 puntate (2022)

## Doppiatore
- Call of Duty: Modern Warfare – videogioco (2019)
- Call of Duty: Modern Warfare II – videogioco (2022)

## Doppiatori italiani
Nelle versioni in italiano delle opere in cui ha recitato, Barry Sloane è stato doppiato da:
- Massimiliano Manfredi in Revenge, The Whispers
- Riccardo Rossi in Sola nel buio
- Alessandro Budroni in Litvinenko - Indagine sulla morte di un dissidente
- Marco Vivio in The Sandman

Come doppiatore è stato sostituito da:
- Stefano Alessandroni in Call of Duty: Modern Warfare, Call of Duty: Modern Warfare II